# Ziemiozorek gładki
Ziemiozorek gładki, łęgot gładki (Geoglossum glabrum E.J. Durand) – gatunek grzybów z monotypowej rodziny Geoglossaceae.

## Systematyka i nazewnictwo
Pozycja w klasyfikacji według Index Fungorum: Geoglossum, Geoglossaceae, Geoglossales, Incertae sedis, Geoglossomycetes, Pezizomycotina, Ascomycota, Fungi.
Po raz pierwszy opisał go Christiaan Hendrik Persoon w 1794 r. i jego diagnoza taksonomiczna jest aktualna. Ma 18 synonimów. Niektóre z nich:
- Hypoxylon ophioglossoides (L.) Gray 1821
- Mitrula glabra (Pers.) P. Karst. 1871[2].

W 2006 r. M. A. Chmiel przytoczyła jego polską nazwę łęgot gładki, w 2021 r. Komisja ds. Polskiego Nazewnictwa Grzybów zarekomendowała nazwę ziemiozorek gładki.

## Morfologia
Owocnik
Wysmukły, maczugowaty, czarniawy, o wysokości do 10 cm, składający się z płodnej główki i sterylnego trzonu. Ciemnobrązowa główka stanowi 1/3 część wysokości, ma grubość 3–8 mm, jest bocznie spłaszczona, czarna, lancetowata, o tępym lub ostrym wierzchołku i nagiej, gładkiej powierzchni. Czarny, cylindryczny, ale często spłaszczony trzon, ma wysokość 2–5 cm, średnicę 1–4 mm, jest smukły, początkowo gęsto łuskowaty, potem gładki.
Cechy mikroskopowe
Worki maczugowate, 150–200 × 20–20 µm, z 8 zarodnikami ułożonymi równolegle i amyloidalnymi wierzchołkami. Askospory cylindryczne, w stanie dojrzałym brązowe do ciemnoczarnych, proste lub lekko wygięte, gładkie, (45)60–105 × 6–9 µm z wieloma przegrodami. Wysyp zarodników brązowy. Parafizy zazwyczaj maczugowate na 1/3 długości, proste do lekko zakrzywionych, z przegrodami blisko siebie, często zwężone na przegrodach, szkliste, ale w górnej części żółtobrązowe do ciemnobrązowych, maczugowate, o zaokrąglonych lub jajowatych wierzchołkach, o średnicy do 3 µm w dolnej części i do 5-9 µm w części wierzchołkowej, nieco przewyższające worki.
Gatunki podobne
Ziemiozorek gładki charakteryzuje się gładką powierzchnią główki owocnika, ale pewna identyfikacja różnych gatunków ziemiozorków możliwa jest tylko badaniem cech mikroskopowych. Od podobnych gatunków z rodzaju Trichoglossum ziemiozorek gładki odróżnia się brakiem szczecinek i włosków na płodnej części owocnika.

## Występowanie i siedlisko
Ziemiozorek gładki występuje w Ameryce Północnej, Europie, Azji, Australii i na Nowej Zelandii. W niektórych rejonach Ameryki Północnej jest pospolity. W Polsce po raz pierwszy jego stanowisko podał Franciszek Błoński w 1896 r. W 2006 r. M. A. Chmiel przytoczyła 5 stanowisk, w późniejszych latach znaleziono jeszcze inne stanowiska tego gatunku. Aktualne stanowiska podaje także internetowy atlas grzybów. Znajduje się na Czerwonej liście roślin i grzybów Polski. Ma status R– gatunek rzadki, który zapewne w najbliższej przyszłości przesunie się do kategorii zagrożonych wymarciem, jeśli nadal będą działać czynniki zagrożenia.
Grzyb naziemny, saprotrof. Występuje na glebie w wilgotnym środowisku, często wśród torfowców lub na butwiejącym drewnie. Owocniki tworzy od lipca do października.